# ورزشگاه کمیل شمعون
ورزشگاه کمیل شمعون (به عربی: ملعب مدينة كميل شمعون الرياضية)، یک ورزشگاه فوتبال و دو و میدانی در کشور لبنان است. این ورزشگاه که در شهر بیروت است در سال ۱۹۵۷ ساخته شده اما در سال ۱۹۸۲ تخریب و در سال ۱۹۹۷ دوباره ساخته شده است، ورزشگاه کمیل شمعون ۵۴٬۰۰۰ نفر ظرفیت دارد.